# 掉挙
掉挙（じょうこ）は仏教が教える煩悩のひとつである。
掉挙とは、心が昂ぶり頭に血が上った状態を指し、対義語である昏沈（心が深く沈んだ状態）とともに、平静な心を失っているため煩悩とされている。
- 上座部仏教では、14の不善心所のひとつ
- 大乗仏教では20ある随煩悩心所に分類され、そのうち大随煩悩のひとつ[1]
- 瞑想においては、その妨げとなる五蓋のひとつ
- サマタ瞑想においては、5つの障げのひとつ
- パーリ経典においては、十結のひとつ

掉挙を静止するには、釈迦は七覚支のひとつである、軽安・禅定・捨の修習を行うと説いている。